# Séance on a Wet Afternoon
Séance on a Wet Afternoon és una pel·lícula britànica de Bryan Forbes, estrenada el 1964.

## Argument
Myra, una londinenca que es fa passar per mèdium, organitza un estratagema per guanyar la celebritat. Convenç Billy, el seu marit apàtic, de segrestar una noia. Demanaran un rescat; després, anirà als pares pretenent rebre missatges extrasensorials que permetran a la policia trobar la víctima i el rescat. El pla es desenvolupa meravellosament; després les coses es giren. Els fantasmes de Myra empitjoren, i Bill s'adona que és possible que Myra no vulgui que es trobi la nena viva. Darrere de tot allò, hi ha també la mort, quan va néixer, uns anys abans, de l'únic fill de Myra i Bill, que havien anomenat Arthur i que interpreta el paper d'intermediari entre Myra i el més enllà.

## Repartiment
- Kim Stanley: Myra Savage
- Richard Attenborough: Billy Savage
- Godfrey James: el xòfer de Mrs. Clayton
- Nanette Newman: Mrs. Clayton
- Judith Donner: Amanda Clayton
- Ronald Hines: policía a l'exterior de la casa dels Clayton
- Patrick Magee: el superintendent Walsh
- Margaret Lacey: una dona a la primera sessió
- Marie Burke: una dona a la primera sessió
- Maria Kazan: una dona a la primera sessió
- Lionel Gamlin: un home a les sessions
- Marian Spencer: Mrs. Wintry

## Premis i nominacions[calcitació]

### Premis
- 1964: Premi de la National Board of Review (USA) a la millor actriu per Kim Stanley
- 1964: Premi de la crítica novaiorquesa a la millor actriu per Kim Stanley
- 1964: Premi al millor actor del festival de Sant Sebastià per Richard Attenborough (ex aequo amb Maurice Biraud)
- 1965: BAFTA al millor actor britànic per Richard Attenborough
- 1965: Premi Edgar-Allan-Poe, Edgar a la millor pel·lícula estrangera per Bryan Forbes
- 1965: Premi Laurel Laurel d'or, 3r lloc per la millor actriu per Kim Stanley

### Nominacions
- 1965: Oscar a la millor actriu per Kim Stanley
- 1965: BAFTA a la millor fotografia per Gerry Turpin
- 1965: BAFTA al millor guió britànic per Bryan Forbes
- 1965: BAFTA a la millor actriu estrangera per Kim Stanley